# Chiltern Railways
The Chiltern Railway Company Limited ist eine britische Eisenbahngesellschaft. Sie entstand 1996 im Rahmen der Privatisierung von British Rail. Sie betreibt sämtliche Züge, die in London vom Bahnhof Marylebone aus verkehren. Im Jahr 2002 wurde die Konzession um weitere zwanzig Jahre verlängert.
Die Gesellschaft gehörte früher zum britischen Unternehmen Laing Rail, welches der Deutsche-Bahn-Konzern 2008 übernahm. Dieses wurde zunächst DB Regio und seit 2011 Arriva zugeordnet, heute formiert es als Arriva UK Trains.
Bei Chiltern Railways sind 750 Mitarbeiter beschäftigt. Der Umsatz betrug 2007 120 Mio. britische Pfund. Befördert wurden 2007 ca. 17 Mio. Fahrgäste, überwiegend Pendler. Durch die Einführung des neuen „Mainline“-Konzepts wurden viele Züge mit kostenfreiem WiFi ausgestattet.

## Strecken
Kernstück des durch Chiltern Railways bedienten Streckennetzes sind die einst von der Great Central Railway (GCR) in Kooperation mit der Metropolitan Railway sowie die von der GCR zusammen mit der Great Western Railway errichteten Verbindungen im Gebiet zwischen London und Birmingham.
Folgende vier Linien werden von Chiltern Railways bedient:
- London Marylebone – Birmingham Snow Hill
- London Marylebone – Aylesbury
- Princes Risborough – Aylesbury
- Leamington Spa – Stratford-upon-Avon

Die Linie zwischen London und Birmingham führt über High Wycombe, Bicester, Banbury, Leamington Spa, Warwick und Solihull. Die Linie nach Aylesbury teilt sich zwischen Harrow-on-the-Hill und Amersham die Gleise mit der Metropolitan Line der London Underground. Einige Züge verkehren über Birmingham Snow Hill hinaus nach Stourbridge und Kidderminster.
Im März 2025 wurde Chiltern Railways beauftragt, den Verkehr auf der zukünftigen East West Rail zwischen Oxford und Milton Keynes zu übernehmen.

## Zwischenfall bei Gerrards Cross
In der Nähe des Bahnhofs Gerrards Cross hätte über der Hauptstrecke eine Überdeckung errichtet werden sollen, um darauf einen Tesco-Supermarkt bauen zu können. Diese Überdeckung stürzte am 30. Juni 2005 in sich zusammen und verschüttete die Bahnlinie. Es wurde zwar niemand verletzt, doch der Betrieb wurde unterbrochen und konnte erst am 20. August wieder aufgenommen werden. Die Entschädigung, die Tesco an Chiltern Railways zahlte, beläuft sich auf mindestens 8,5 Millionen Pfund. Der Supermarkt-Konzern hat zudem eingewilligt, eine Werbekampagne zu finanzieren, um die verlorenen Fahrgäste zurückzugewinnen.

## Rollmaterial
| Vorhandene Fahrzeuge |      |                                                                          |          |                 |           |         |
| Baureihe             | Bild | Typ                                                                      | V/max    | Personen- wagen | Anzahl    | Baujahr |
| Klasse 165           |      | Triebwagen (Diesel) Typ British Rail Networker bzw. Bombardier Turbostar | 120 km/h | 2               | 28        | 1990–92 |
| Klasse 165           | 3    | Triebwagen (Diesel) Typ British Rail Networker bzw. Bombardier Turbostar | 120 km/h | 11              |           | 1990–92 |
| Klasse 168/0         |      | Triebwagen (Diesel) Typ British Rail Networker bzw. Bombardier Turbostar | 160 km/h | 4               | 5         | 1998    |
| Klasse 168/0         |      |                                                                          |          |                 |           |         |
| Klasse 168/1         |      | Triebwagen (Diesel) Typ British Rail Networker bzw. Bombardier Turbostar | 160 km/h | 3               | 6         | 2000    |
| Klasse 168/1         | 4    | Triebwagen (Diesel) Typ British Rail Networker bzw. Bombardier Turbostar | 160 km/h | 2               |           | 2000    |
| Klasse 168/2         |      | Triebwagen (Diesel) Typ British Rail Networker bzw. Bombardier Turbostar | 160 km/h | 3               | 3         | 2004    |
| Klasse 168/2         | 4    | Triebwagen (Diesel) Typ British Rail Networker bzw. Bombardier Turbostar | 160 km/h | 3               |           | 2004    |
| Klasse 168/3         |      | Triebwagen (Diesel) Typ British Rail Networker bzw. Bombardier Turbostar | 160 km/h | 2               | 9         | 2000    |
| Klasse 172           |      | Triebwagen (Diesel) Typ British Rail Networker bzw. Bombardier Turbostar | 160 km/h | 2               | 4         | 2011    |
| Klasse 68            |      | Diesellokomotive                                                         | 160 km/h |                 | 8         | 2014    |
| Mark 3               |      | Personenwagen                                                            | 175 km/h | 31              | 1975–1988 |         |
| British Rail DVT     |      | Steuerwagen mit Generator                                                | 175 km/h | 6               | 1988      |         |

Es ist geplant, die Reisezugwagen vom Typ Mark 3 ab Frühling 2026 durch insgesamt 13 Wendezuggarnituren vom Typ Mark 5A zu ersetzen, welche von CAF gebaut und zuvor zwischen 2019 und 2023 bei TransPennine Express eingesetzt wurden.